# Aliança (São Tomé)
Aliança é uma aldeia de São Tomé e Príncipe, localiza-se no Distrito de Caué, ilha de São Tomé, próxima às localidades de Aguã João e de Angobó.